# 海地克里奧爾語
海地克里奧爾語（ [kɣejɔl ajisjɛ̃]），在當地又簡稱為克里奧爾語（ [kɣejɔl]），是一種以法語為基礎的克里奧爾語，全世界約有1,000萬至1,200萬人使用。該語言是海地兩種官方語言之一（另一種為法語），亦是當地大多數人的母語。移民海外的海地僑民約有35万人使用海地克里奥尔语，主要分布在加拿大、美國、法國，以及加勒比海諸國（當中尤其以多明尼加、古巴與巴哈馬為最多）。
海地克里奧爾語起源在17世紀至18世紀的大西洋奴隸貿易期間，法國定居者與被奴役的非洲人於法屬聖多明戈（今海地）之間的接觸，並隨著當地人口族群及日後外來種族的影響而逐漸變成一種的獨特的語言。海地克里奧爾語的詞彙主要由18世紀的法語演變而來，其語法則類近西非的沃尔特-刚果语支（特別是豐語與伊博語）。此外，該語言亦受到西班牙語、英語、葡萄牙語、泰諾語（伊斯帕尼奧拉島上原住民泰諾人所使用的語言），以及西非其他語言的影響。海地克里奧爾語擁有一套獨特的語法，與標準法語之間無法互通。據一些來源指出，海地克里奧爾語是現今世界上眾多克里奧爾語中使用人數最多的。不過，這說法存在一定爭議，有部分來源聲稱尼日利亞皮欽語（一種以英語為基礎的克里奧爾語）的使用者人數比起講海地克里奧爾語與其他以法語為基礎的克里奧爾語的人還要多，特別是如果將非母語使用者計算在內的話。

## 延伸閱讀
- Degraff, Michel, , Kenstowicz, Michael  (编), , Cambridge: MIT Press: 52–121, 2001
- Degraff, Michel, , Language in Society, 2005, 34 (4): 533–591
- Fattier, Dominique, , Language in Society (Université de Provence), 1998

## 外部連結
- Haitain Creole materials from the Institute of Haitian Studies at the University of Kansas （页面存档备份，存于） - Complete pdf versions of books created by Bryant C. Freeman, PhD, as well as the accompanying mp3 audio supplements.
- HMBC - A website entirely in Haitian creole
- Ann pale kreyòl （页面存档备份，存于） - "Let's speak creole"（Haitian Creole complete course）